# Новоандреевский сельский совет (Ореховский район)
Новоандреевский сельский совет (укр. Новоандріївська сільська рада) — входит в состав
Ореховского района
Запорожской области
Украины.
Административный центр сельского совета находится в 
с. Новоандреевка.

## История
- 1920 — дата образования.

## Населённые пункты совета
- с. Новоандреевка
- с. Щербаки

## Ликвидированные населённые пункты совета
- с. Буряковка